# Manuel Calvente
Manuel Calvente Gorbas (Granada, 14 agosto 1976) è un ex ciclista su strada spagnolo, professionista dal 2002 al 2010.

## Palmarès

### Strada
- 2000 (Pinturas Banaka, quattro vittorie)

1ª tappa Vuelta a Castilla y León Under-23 (Guijuelo > Guijuelo)
2ª tappa Vuelta a Castilla y León Under-23 (Béjar > Béjar)
Classifica generale Vuelta a Castilla y León Under-23
3ª tappa Vuelta a Tenerife (Santa Cruz de Tenerife > Vilaflor de Chasna)
- 2001 (Ávila Rojas, una vittoria)

4ª tappa Vuelta a Cartagena
- 2008 (Contentpolis-Murcia, una vittoria)

Classifica generale Vuelta a La Rioja

## Piazzamenti

### Grandi Giri
- Giro d'Italia

2002: 60º
- Tour de France

2006: 89º
- Vuelta a España

2003: 24º
2004: 37º
2005: 22º
2009: 47º

### Classiche monumento
- Liegi-Bastogne-Liegi

2002: ritirato
2003: 67º
2006: ritirato
2007: 97º